# Krasnyj Katamor
Krasnyj Katamor (ros. Красный Катамор) – wieś (dieriewnia) w Rosji, w Chakasji, w rejonie biejskim. W 2021 liczyła 119 mieszkańców.